# Fågelskrämman (film)
Fågelskrämman (originaltitel: Scarecrow) är en amerikansk road-movie från 1973 i regi av Jerry Schatzberg och med manus av Garry Michael White. Huvudrollerna i filmen spelas av Gene Hackman och Al Pacino. Filmen vann Grand Prix du Festival International du Film (nuvarande Guldpalmen), tillsammans med Föraktet i regi av Alan Bridges, vid filmfestivalen i Cannes 1973.

## Handling
Filmen handlar om en udda vänskap mellan Max Millan (Gene Hackman), som är en ex-fånge med kort stubin, och Francis Lionel "Lion" Delbuchi (Al Pacino), en före detta sjömansyngling. De träffas i Kalifornien och enas om att starta ett gemensamt biltvättföretag så fort de anlänt till Pittsburgh.

## Rollista
| Gene Hackman    | – Max Millan                     |
| Al Pacino       | – Francis Lionel "Lion" Delbuchi |
| Eileen Brennan  | – Darlene                        |
| Dorothy Tristan | – Coley                          |
| Ann Wedgeworth  | – Frenchy                        |
| Richard Lynch   | – Riley                          |
| Penelope Allen  | – Annie Gleason                  |
| Richard Hackman | – Mickey Grenwood                |
| Al Cingolani    | – Skipper                        |
| Rutanya Alda    | – Woman in camp                  |